# Triscenia ovina
Triscenia es un género monotípico de plantas herbáceas de la familia de las gramíneas o poáceas. Su única especie, Triscenia ovina Griseb., es originaria de Cuba.

## Descripción
Es una planta perenne; cespitosa. Con culmos de 20-50 cm de alto; herbácea; no ramificado arriba. Entrenudos de los culmos huecos. Hojas en su mayoría basales. La lámina es estrecha; setacea (o filiforme); acicular (reducido a la nervadura central); sin venación. Son plantas bisexuales, con espiguillas bisexuales; con los floretes hermafroditas. Las espiguillas todas por igual en la sexualidad. La inflorescencia de las ramas principales espigadas.

## Taxonomía
Triscenia ovina fue descrita por August Heinrich Rudolf Grisebach y publicado en Plantae Wrightianae 2: 534. 1863.
Sinonimia
- Panicum nudiculme Mez[2]